# Abraão de Angamalé
Mar Abraão (em siríaco:  ܐܒܪܗܡ ܡܛܪܢ‎) (? - Angamalé, janeiro de 1597) foi o último bispo de uma longa linha de bispos nestorianos enviados da Igreja do Oriente (Patriarcado Católico Caldeu da Babilônia) aos cristãos de São Tomé da atual Kerala. Ele foi enviado pelo Patriarca Abdisho IV Maron (1555-70). Apesar da aprovação expressa do Papa Pio IV (1565), ele não foi bem-vindo pelas autoridades eclesiásticas portuguesas da Igreja Católica Romana. Ele recebeu o título de "Metropolita de Toda a Índia" pelo Papa, atualmente usado pelo Chefe e Arcebispo Maior da Igreja Católica Siro-Malabar.

## Contexto
Os dois últimos bispos siríacos de Malabar foram Joseph Sulaqa e Mar Abraão; ambos chegaram a Malabar após a chegada dos portugueses.
Não há dúvida de que a nomeação de Joseph Sulaqa foi canônica, pois ele, o irmão do primeiro patriarca caldeu Shimun VIII Yohannan Sulaqa, foi nomeado por seu sucessor Abdisho IV Maron e enviado para a costa de Malabar. Mar Joseph foi enviado à Índia com cartas de apresentação do papa às autoridades portuguesas; além disso, foi acompanhado pelo bispo Ambrósio, um comissário dominicano e papal do primeiro patriarca, por seu socius, padre Antonio, e por Mar Elias Hormaz, arcebispo de Diarbekir. Eles chegaram a Goa por volta de 1563 e foram detidos em Goa por dezoito meses antes de serem autorizados a entrar na diocese. Prosseguindo para Cochim, perderam o bispo Ambrósio; os outros viajaram por Malabar por dois anos e meio a pé, visitando todas as igrejas e as praças afastadas.
Em 1567, as autoridades portuguesas pediram que fossem investigadas a conduta e a doutrina do prelado suspeito de propagar o "erro nestoriano"; em conseqüência disso, o primeiro Concílio Provincial foi realizado e Joseph Sulaqa foi enviado para Portugal em 1568, daí para Roma, onde morreu pouco depois de sua chegada.

## Chegada à Índia
Enquanto Joseph Sulaqa estava saindo da Índia, chegou da Mesopotâmia outro bispo chamado Mar Abraão, enviado por Shemon VII Ishoyahb, o Patriarca Siríaco Oriental. Ele conseguiu entrar em Malabar sem ser detectado pelo aparecimento de outro caldeu que se proclamou bispo. O povo ficou muito satisfeito e o recebeu com aplausos; ele imediatamente começou a desempenhar funções episcopais e a conferir ordens sagradas, e estabeleceu-se silenciosamente na diocese. Mais tarde, os portugueses o capturaram e o enviaram a Portugal, mas durante a jornada em que escapou a Moçambique, retornou à Mesopotâmia e foi direto para Mar Abdisho IV Maron, o patriarca caldeu, tendo percebido por sua experiência indiana que, a menos que ele conseguisse uma indicação dele, seria difícil se estabelecer em Malabar.
Ele foi bem sucedido pois obteve a indicação, a consagração e uma carta do patriarca ao papa. Com isso, ele viajou a Roma, e em uma audiência com o Papa divulgou sua posição. O papa ordenou que o bispo de San Severino lhe desse ordens de tonsura ao sacerdócio, e uma carta foi enviada ao patriarca de Veneza para consagrá-lo um bispo. Os fatos são atestados, tanto nas ordens menores quanto na consagração episcopal, pelas cartas originais encontradas nos arquivos da Igreja de Angamaly, onde ele residia e onde morreu.

## Metropolita de Angamalé
Abraão conseguiu também obter sua nomeação como Arcebispo de Angamalé do Papa Pio IV, com cartas ao arcebispo de Goa e ao bispo de Cochim datadas de 27 de fevereiro de 1565.
Na chegada a Goa, ele foi detido em um convento, mas escapou e entrou em Malabar. Sua chegada foi uma surpresa e uma alegria para o povo. Ele se manteve fora do alcance dos portugueses, vivendo entre as igrejas nas partes montanhosas do país. Com o tempo, ele foi deixado em ocupação pacífica. Como é habitual nesses casos, as velhas tendências assumiram mais uma vez sua ascensão, e ele voltou aos seus ensinamentos e práticas. As queixas foram feitas pelos jesuítas; Roma enviou avisos a Abraão para permitir que a doutrina católica fosse pregada e ensinada ao seu povo. Houve um momento em que ele levou o aviso a sério. Em 1583, o padre Valignano, então superior das missões jesuítas, inventou um meio de forçar uma reforma.
Ele convenceu Mar Abraão a montar um sínodo, convocando o clero e os chefes dos leigos. Ele também preparou uma profissão de fé que deveria ser divulgada publicamente pelo bispo e por todos os presentes. Além disso, reformas urgentes foram sancionadas e acordadas. Uma carta foi enviada pelo Papa Gregório XIII em 28 de novembro de 1578, estabelecendo o que Abraão tinha que fazer para melhorar sua diocese; depois do sínodo, Abraão enviou uma longa carta ao papa em resposta, especificando tudo o que ele pôde fazer com a ajuda dos padres. Isso foi chamado de "primeira reconciliação dos sírios com a Igreja". Era formal e público, mas não deixou melhorias no corpo geral, os livros litúrgicos não foram corrigidos nem o ensino católico foi introduzido na Igreja.

### Construção da Catedral

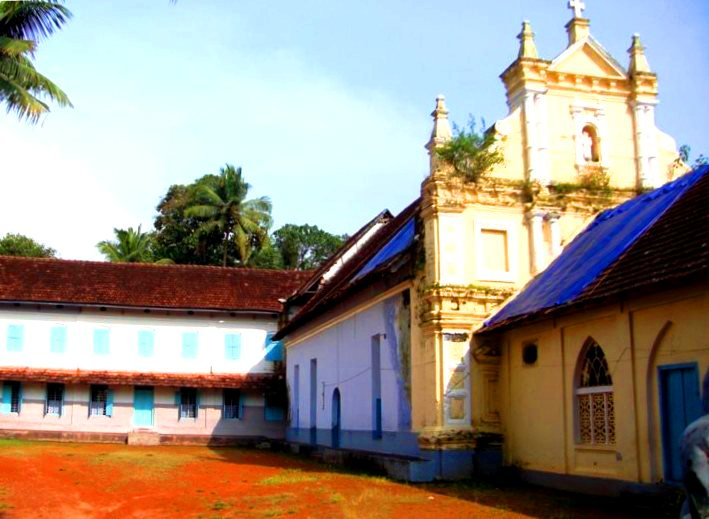
Catedral Siro-Malabar de Rabban Hormisda

Após sua fuga da detenção portuguesa em Goa, Mar Abraão voltou a Angamalé em 1570. No mesmo ano, ele construiu sua primeira Catedral dedicada a Rabban Hormisda, um abade do século VII da Igreja Assíria do Oriente, como seu patrono. Em 1578, em resposta aos pedidos dos missionários jesuítas que trabalhavam em Angamalé e nos outros centros dos cristãos de São Tomé, o papa concedeu indulgências plenárias à Igreja de Rabban Hormisda, que os fiéis podiam obter quatro vezes por ano por 25 anos a partir do ano da eleição do Metropolita Mar Abraão. As indulgências cobriram duas festas do Padroeiro Rabban Hormisda, que caiu no décimo quinto dia após a Páscoa (segunda-feira) e em 1 de setembro. Em 15 de agosto de 1579, como solicitado por Mar Abraão, os jesuítas lançaram a pedra fundamental de uma nova catedral, denominada "Rabban Hormisda", no mesmo local escolhido pelo Metropolita.
O Sínodo de Diamper, no ano de 1599, proibia os cristãos de comemorar a festa de Rabban Hormisda, já que era considerado um herege nestoriano pelos missionários latinos. A Sessão 3 do cânon 14 do Sínodo condenou severamente o padroeiro. De acordo com os novos regulamentos, o Sínodo ordenou, como planejado pelo arcebispo Aleixo de Meneses, que os cristãos comemorassem a festa de São Hormisda, o Mártir (de acordo com o Martirológio Romano publicado em Roma em 1583), um santo católico persa que viveu no século V, suprimindo a memória de Rabban Hormisda. A festa foi marcada em 8 de agosto, de acordo com o cânon 10 da Sessão 2 do Sínodo de Diamper.
Os esforços de Aleixo de Meneses e dos missionários portugueses em substituir Rabban Hormisda como padroeiro da igreja de São Hormisda por Sâo Hormisda, o Mártir, é um exemplo de tentativas do século XVI de latinização forçada. É duvidoso que os cristãos tenham aceitado imediatamente essa mudança de padroeiro. O bispo Francisco Roz, o primeiro bispo latino dos cristãos de São Tomé, tentou obter o decreto do Sínodo de Diamper aceito com o Segundo Sínodo de Angamalé convocado em dezembro de 1603.

## Últimos anos
Em 1595, Mar Abraão ficou perigosamente doente, mas se recuperou.  Em 1597, ele novamente ficou perigosamente doente. O arcebispo Aleixo de Meneses escreveu e exortou-o a reformar seu povo, mas a resposta só obteve desculpas frívolas. Ele nem se valeu das exortações dos Padres que cercavam sua cama, nem recebeu os últimos sacramentos. Assim, ele morreu em janeiro de 1597.
Matias de Albuquerque, vice-rei da Índia deu a conhecer sua morte a Aleixo de Meneses, enquanto ausente em uma visita pastoral, por carta de 6 de fevereiro de 1597. O arquidiácono durante a primeira parte da prelazia de Mar Abraão era Jorge da Cruz, que estava em concordância com os missionários latinos e deveria ser nomeado sucessor de Mar Abraão como metropolita da Índia. Assim, ele deveria ter se tornado, de acordo com os planos de Mar Abraão, apoiado pelos jesuítas, o primeiro metropolita caldeu indiano dos cristãos de São Tomás. A nomeação de Jorge da Cruz ocorreria desde que fizesse a profissão de fé conforme as considerações de Trento e fosse coadjuvado por dois religiosos adjuntos que professassem o rito latino. Como Jorge da Cruz não cumpriu com as condições, não recebendo ninguém que não fosse enviado do Patriarca de Selêucia, realizou-se assim o Sínodo de Diamper e a sucessão passou ao jesuíta Francisco Roz. No entanto, a última carta de Mar Abraão, na qual ele solicita ao papa que confirme a ordenação de Jorge como Bispo de Palur e seu sucessor, é datada de 13 de janeiro de 1584, enquanto que em outra carta do mesmo Mar Abraão, mostra que a consagração de Jorge não ocorreu, por conta da morte de Mar Abraão.